# Hewlett-Packard
A Hewlett-Packard Company (comumente referida como HP) foi uma companhia de tecnologia da informação multinacional americana, até sua divisão, ocorrida em 2015 (gerando as empresas HP Inc. e Hewlett-Packard Enterprise). Tinha sua sede em Palo Alto, na Califórnia, Estados Unidos. A empresa desenvolvia e fornecia uma grande variedade de componentes de hardware, bem como software e serviços para consumidores, empresas de pequeno e médio porte (SMBs) e grandes empresas, incluindo clientes nos setores do governo, saúde e educação.
A HP foi fundada em uma garagem em Palo Alto por William "Bill" Redington Hewlett e David "Dave" Packard, e inicialmente produzia uma linha de equipamentos de testes eletrônicos. Foi líder mundial na fabricação de PCs entre 2007 e 2013, após o que a Lenovo assumiu a liderança.
Eventos relevantes para a empresa incluem o spin-off da sua área eletrônica e bioanalítica de instrumentos de medição, com a criação da Agilent Technologies, em 1999; a fusão com a Compaq, em 2002, e a aquisição da EDS, em 2008, o que proporcionou à HP uma receita combinada de $ 118.400.000.000 em 2008 e levou-a a ocupar a 9ª posição no ranking Fortune 500, em 2009. Em novembro de 2009, a empresa anunciou a aquisição da 3Com, com o fechamento de negócio em 12 de abril de 2010. Em 28 de abril de 2010, a HP anunciou a compra da Palm, Inc. por US $ 1,2 bilhão.
Em 6 de Outubro, 2014, a Hewlett-Packard anunciou seus planos para dividir o ramo de PCs e impressoras da área de negócios e serviços. A divisão ocorreu em 1º de Novembro de 2015 e resultou na criação de duas empresas de capital aberto: HP Inc. e Hewlett Packard Enterprise.

## História

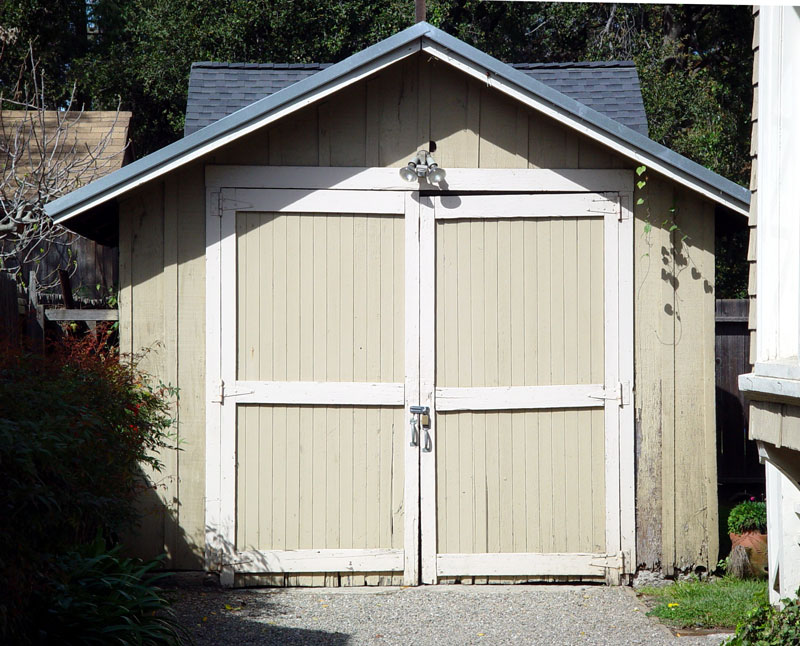
A garagem em Palo Alto onde Hewlett e Packard iniciaram a sua empresa

Fundada oficialmente somente em 1939 por Bill Hewlett (26) e David Packard (27) , dois estudantes da Stanford University, que haviam se tornado amigos em um acampamento de 3 semanas no Colorado em 1934. Bill continuou os estudos em Stanford e no MIT, enquanto David começou a trabalhar na GE. Morando em Palo Alto – Califórnia, fizeram um investimento inicial de U$ 538 Dólares para abrir a empresa que funcionava numa garagem. Antes disso Inventaram uma série de produtos mas a grande mudança de nível foi a criação de um oscilador de áudio, um instrumento muito usado por engenheiros de som para fazer testes. Um de seus primeiros clientes foi a Walt Disney Studios que adquiriu 8 destes osciladores Modelo 200B (uma versão melhorada criando assim a primeira linha de produtos). A aquisição pela Walt Disney foi para poderem desenvolver e testar o som do filme de animação "Fantasia", de 1943. Com esse negócio bem sucedido é que eles levantaram os tais U$ 538,00 e assim em 1 de Janeiro de 1939, formalizam oficialmente a Hewlett-Packard, cujo nome foi definido em um sorteio.

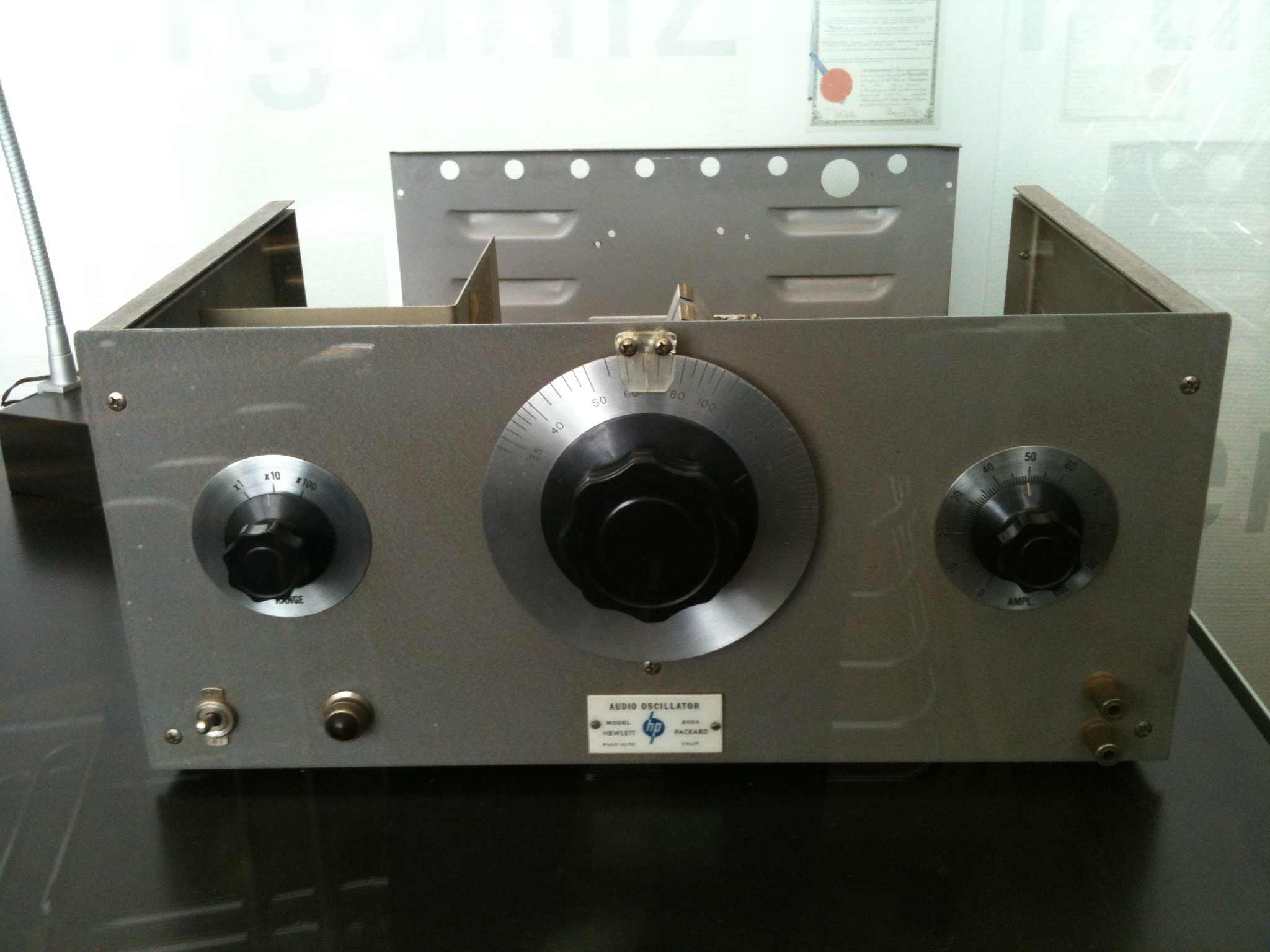
O oscilador eletrônico HP200A, o primeiro produto da empresa.

Em 1983, a HP introduz a impressora a jato de tinta e a laser. Juntamente com a sua linha de scanners, mais tarde foram agrupadas numa linha bem sucedida de produtos multifunções, podendo uma única máquina servir como impressora/scanner/copiadora/fax.
O mecanismo de impressão da linha LaserJet das impressoras da HP depende quase inteiramente em componentes da Canon, que por sua vez utiliza tecnologia desenvolvida pela Xerox.
A 3 de Março de 1983, HP registra o domínio HP.com, tornando-o o nono domínio .com registrado.
Em 1987 a garagem em Palo Alto onde Hewlett e Packard iniciaram o negócio foi tida como marco histórico do estado da Califórnia.

### Cronologia

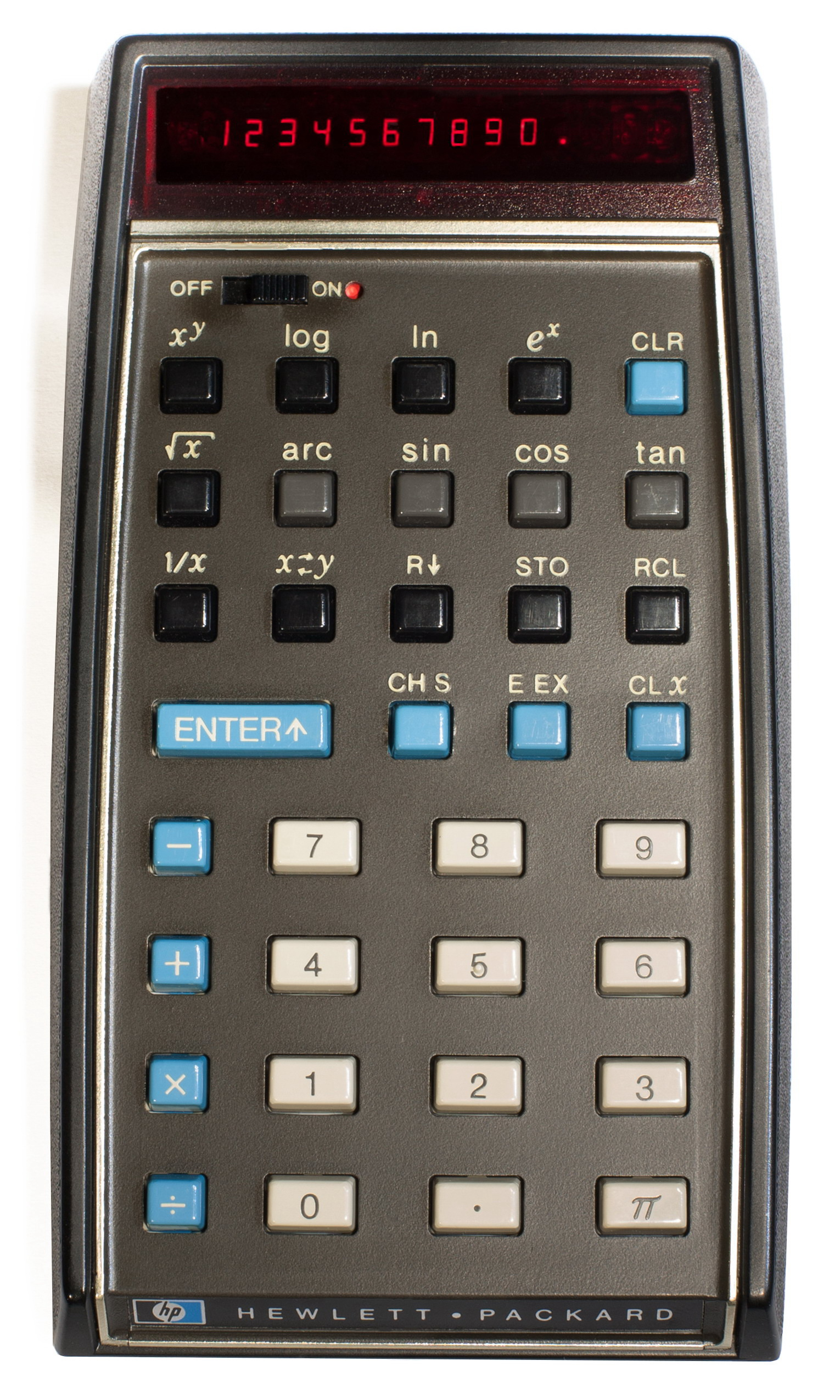
Calculadora científica HP-35 de 1972.

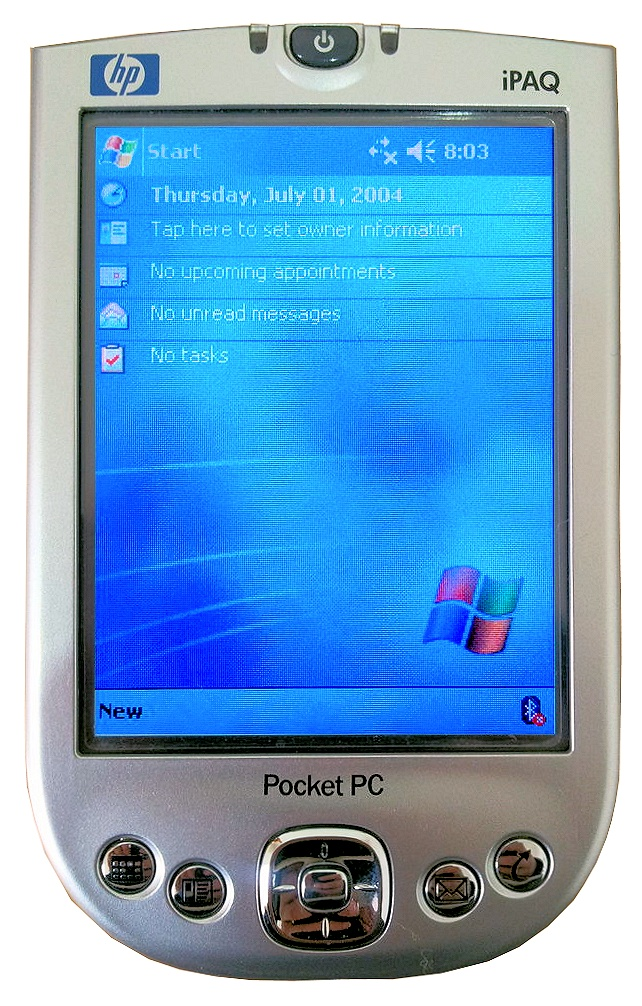
PDA iPAQ de 2003.

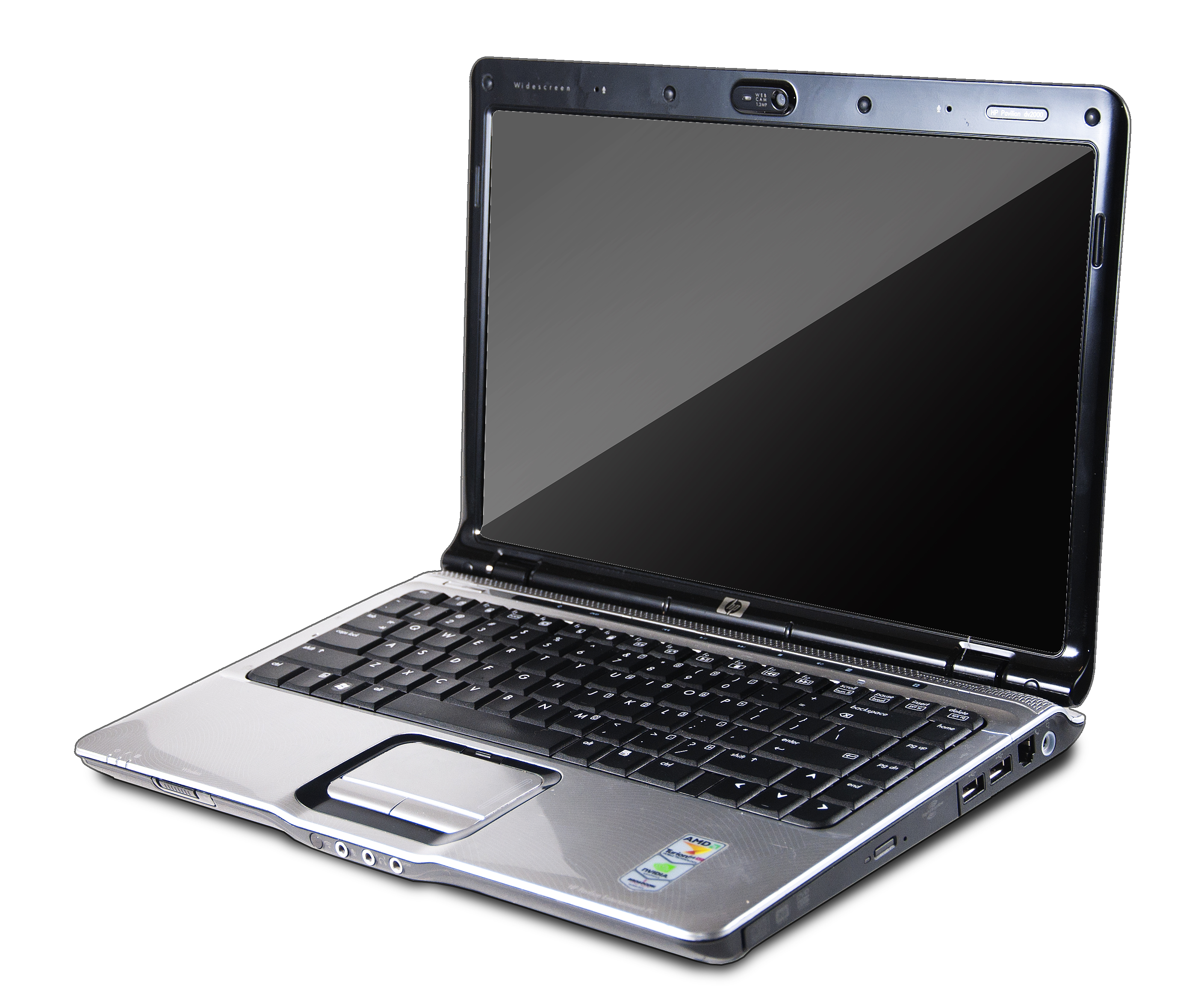
Laptop HP Pavilion dv2000 de 2007.

- Em 1943, a medida que a HP cresce, Dave e Bill criam um estilo de gerência agressiva que forma a base de sua cultura de empresa aberta, como a Política de Portas Abertas, escritórios sem portas e a gerência por objetivos que possibilita seus funcionários trabalhar visando metas e determinando a melhor maneira dentro de suas próprias áreas de responsabilidade.
- Em 1943 iniciam a construção do seu primeiro prédio próprio em Palo Alto. Planejaram o prédio de forma que pudesse se transformar numa mercearia caso não desse certo.
- Na época da Segunda Guerra Mundial eram especialistas em geradores de sinal e incorporaram muitas de suas ideias e produtos à indústria naval americana.
- A partir da década de 1950 seus contadores de frequência e produtos relacionados faturaram bilhões de dólares.
- Em 1953 adquire sua primeira empresa, F.L. Moseley de Pasadena, California, produtor de plotters, entrando assim no mercado de impressão.
- Em 1953 se estabelece na Europa com um departamento de vendas na Suíça e uma fábrica na Alemanha.
- Em 1963 faz uma joint-venture com a empresa japonesa Yokogawa Electric, entrando no mercado asiático.[2]
- Em 1963 lança seu primeiro computador, HP 2113A. Tinha 3Kb de memória de núcleo magnético, expansível a 33 Kb. O primeiro exemplar foi instalado a bordo de uma embarcação de pesquisa, num ambiente de ar salgado por mais de 13 anos.
- Em 1963 lança a primeira calculadora de mesa, HP 9300A, que permitia armazenar programas em cartões magnéticos e efetuar complexos cálculos científicos.
- Em 1973 fazem a primeira calculadora de mão, pequena ao ponto de caber num bolso de camisa e o primeiro computador de uso geral, introduzindo a era de processamento de dados distribuído, uma vez que serve tanto à engenharia de alta tecnologia como as operações quotidianas de processamento de dados administrativos.
- Em 1973 substitui a memória de núcleo magnético pela memória dinâmica de acesso aleatório nos mini computadores.
- Em 1973 cria uma interface padrão (HP-IB ou interface bus) para sistemas de instrumentos, que é reconhecida como um padrão internacional, permitindo conectar um ou mais instrumentos de forma fácil a um computador.
- Em 1983 lança seu primeiro computador pessoal, o HP-85 e a primeira impressora a laser.
- Em 1982 introduz a tecnologia do superchip de 32-bit com o HP 9000. Neste ano também é lançado o primeiro handheld HP-75C, com 16K RAM e 48K ROM.
- Em 1983 lança a impressora ThinkJet de 96 dpi, com tecnologia térmica de jato de tinta para PCs de mesa e portáteis que estava em desenvolvimento desde 1978. Neste mesmo ano lança também uma impressora laser de 300 dpi.
- Em 1986 inicia a aplicação comercial para a arquitetura RISC. A Compaq começa a utilizar os processadores Intel 80386 em seus PCs.
- Em 1988 lança a HP DeskJet.
- Em 1991 lança seu primeiro palmtop, HP 95LX, a junção de uma potente calculadora financeira com processamento de um PC, agenda eletrônica, planilha Lotus 1-2-3, processador de textos e que permite transferência de dados por raios infravermelho. A DeskJet 500C que permite impressão colorida também é lançada neste ano.
- Em 1993 nasce a família Presário e é lançado o HP Omnibook 300, um portátil com bateria capaz de durar um voo através dos Estados Unidos.
- Em 1994 inicia em conjunto com a Intel o desenvolvimento de um processador de 64 bits, hoje chamado de Itanium, lançado em 2001.
- Em 1996 morre Dave Packard.
- Em 1997 recebe um prêmio Emmy pela contribuição na tecnologia de compactação MPEG para videos.
- Em 1998 lança um palmtop com interface gráfica rodando Windows CE.
- Em 1999 a HP compra a parte pertencente à Yokogawa Electric da Hewlett-Packard Japan.[3]
- Em 2000 lança o servidor especializado para internet Superdome.
- Em 2001 morre Bill Hewlett.
- Em 2002 ocorre a fusão entre HP e a Compaq Computer Corporation formando a HPQ. Formada por 3 executivos da Texas Instruments após um encontro em uma doceria em 1982 em Houston, Texas, a Compaq se juntou à HP, agregando uma equipe especializada em soluções computacionais; A corporação formada por esta união foi avaliada em 87 bilhões de dólares.
- Em 2003 lança o HP DVD Movie Writer dc3000, que transforma VHS em DVD.
- Em 2008 a HP Compra a EDS(Electronic Data Systems)
- Em 2009 (11 de Novembro) a 3Com e a Hewlett-Packard anunciaram que a Hewlett-Packard iria adquirir a 3Com por $2.7 bilhões.[4]
- Em 2010 (a 28 de Abril), a Palm, Inc. e a Hewlett-Packard anunciaram que a HP iria adquirir a Palm por 1.2 bilhão,[5] um negócio oficialmente fechado a 1 de Julho de 2010.[6] A 6 de Agosto de 2010, o CEO Mark Hurd demite-se, cargo temporariamente assumido por Cathie Lesjak. A 30 de Setembro de 2010, Léo Apotheker foi nomeado o novo CEO e Presidente da HP
- Em 2011 (22 de Setembro) A HP Estados Unidos anunciou que o Conselho de Administração nomeou Meg Whitman como nova CEO global da companhia.[7].
- Em 2014 a HP anunciou o projeto de divisão em duas empresas, para separar a atividade de material de informática (computadores e impressoras) do setor de serviços para as empresas.[8] O projeto deve ser concluído no ano fiscal de 2015.[9] e resultou em duas empresas de capital aberto: HP Inc. e Hewlett Packard Enterprise.[8]

## Concentração comercial
A HP possui cinco grupos centrais de negócios:
- ESG - Grupo de Sistemas Corporativos, que disponibiliza os principais componentes da infra-estrutura de TI empresarial como servidores, dispositivos de armazenamento corporativo e softwares de gerenciamento.
- IPG - Grupo de Imagens e Impressão, com equipamentos como impressoras laser e inkjet, cameras, scanners, suprimentos e acessórios para uso comercial e doméstico.
- HPS - Serviços HP, com equipes no mundo inteiro oferecendo orientação, transferencia de conhecimento e serviços dos mais variados tipos na área de TI.
- PSG - Grupo de Sistemas Pessoais, fornecendo sistemas pessoais para computação, como PCs, notebooks, estações de trabalho, thin clients, handhelds (similares a notebooks, pesando até 1,5 kg que possuem teclado para escrita), entre outros.
- ISS[desambiguação necessária] - Grupo de Suporte a Servidores de Arquitetura Intel, que atendem as necessidades de pequenas, médias e grandes empresas, também focado em tecnologias de armazenamento, tais como DAT, DLT e LTO.

### Tecnologias
Com um investimento anual de 4 bilhões de dólares em pesquisa e desenvolvimento, a HP Compaq tem criado novos mercados, principalmente através da invenção de novas soluções tecnológicas.
Hoje ela pode ser considerada uma das principais fornecedoras de impressoras inkjet e laser monocromáticas e coloridas, multifuncionais e de função única, de formato grande, scanners e servidores de impressão.
Também tem bastante destaque em sistemas completos de armazenamento em disco e OpenSANs (Storage Area Networks), software de gerenciamento de redes e sistemas, PCs, notebook e Pocket PCs.
Um dos destaques da HP atualmente na parte de serviços é o HP MAPS (Microsoft Authorized Premier Support) que disponibiliza suporte na construção de infra-estruturas de negócios utilizando tecnologia Microsoft, com engenheiros de suporte formados e certificados para atender dúvidas sobre os produtos Microsoft de seus clientes.
Mantém parcerias também com Cisco, SAP, Novell, 3Com, Axent, entre outros, prestando suporte na resolução de problemas de software para ambientes destes múltiplos fornecedores.
A Hewlett-Packard está disponibilizando também em parceria com a Microsoft uma solução para atender empresas de telecomunicações e provedoras de serviços de Internet. A plataforma principal é baseada no Microsoft Comercial Internet System (MCIS), um pacote de aplicativos integrados para Windows NT Server que possui e-mail, notícias, chats, comércio eletrônico e transmissão em tempo real (streaming media). A HP garante tecnologia para otimizar, com alta disponibilidade e missão crítica o uso de infra-estrutura de rede e servidores de última geração.
A evolução passou necessariamente pela readequação do tipo de profissional, onde a HP concentrou a sua atuação em sistemas de porte, ou clientes Enterprise, agregando um maior valor, segmentando por áreas de atuação. Houve um processo de qualificação dos parceiros que prestam serviços para a HP, criando a maior rede de credenciadas do Brasil com a maior quantidade de profissionais. Todos estes credenciados necessitam ter certificação nos produtos que atendem sob pena de não terem a sua revalidação aprovada (anualmente).

## A HP e seus clientes
O perfil mudou, tanto dos clientes como do serviço prestado.
Antigamente, o atendimento era feito On-site, consertando-se em grande parte o hardware danificado através da substituição dos componentes. Um equipamento padrão custava aproximadamente de U$ 100.000,00 a U$ 150.000,00 (hoje, servidores de algumas linhas custam 10% deste valor, e suportam processamento massivo de muitas empresas). Este conserto era realizado na chegada do técnico ao site do cliente, ou após o horário comercial ou durante o intervalo de almoço. Não existia a necessidade do equipamento estar On-line em muitos horários na semana, pois os sistemas funcionavam basicamente 8 x 5, 8 horas por 5 dias.
Após este período, com a necessidade dos equipamentos estarem rodando 24 horas, iniciou-se a mudança para outros níveis de serviços que garantem em contrato o conserto do equipamentos em ate X horas, demandando para isto a utilização de equipamentos backups inteiros, ou a própria administração total do site do cliente, com a HP responsabilizando-se por toda a parte de infra-estrutura, equipamentos e pessoal.
As janelas ficaram menores, com sistemas rodando em Cluster, que são dois ou mais equipamentos (nós) rodando as mesmas aplicações ou aplicações distintas, que na eventualidade de algum dos serviços falhar, ou dos equipamentos falharem, o outro nó do cluster continuaria rodando, sem o usuário notar a queda. Este tipo de solução prevê um investimento superior, pois irá agregando equipamentos com o nível de Up-time (tempo que fica rodando sem dar problemas) maior, até equipamentos que simulam vários equipamentos virtuais dentro de um mesmo servidor, garantindo que o serviço de conserto muitas vezes possa ser realizado "a quente", ou seja, com a substituição de peças com o sistema rodando (Hot-Swapable), desta forma, as janelas de suporte que são normalmente reduzidas, podem ser readequadas quando possíveis para horários que não irão interferir em muito a continuidade dos serviços prestados aos usuários do sistema.
Na parte de atendimento, atualmente foram implementadas ferramentas que trabalham de forma proativa, abrindo chamados de forma automática do computador do cliente diretamente no site da HP, informando qual o módulo/device que esta gerando a falha, ou que irá gerar a falha, pois através de padrões pré-estabelecidos de funcionamento a tarefa de diagnóstico antes que a falha ocorra se torna possível, fazendo com que todo o processo de atendimento seja acelerado, diferentemente do atendimento de há alguns anos, onde o serviço era basicamente feito em janelas de tempo maiores e de forma reativa.